# Parti Keadilan Rakyat
Parti Keadilan Rakyat, (engelska People's Justice Party, 人民公正党) är ett liberaldemokratiskt parti i Malaysia. Det tillhör den malaysiska oppositionen.

## Grundande
Partiet grundades av Wan Azizah Wan Ismail, hustru till den tidigare vice premiärministern Anwar Ibrahim, som uteslöts från UMNO och greps i september 1998. Partiet hade då namnet Parti KeADILan Nasional och ledde Reformasi-rörelsen, med målet att reformera Malaysias politiska system. Partiet är en av grundarna av den tidigare oppositionskoalitionen Barisan Alternatif, som fanns 1999 till 2004 och Pakatan Rakyat, en ny koalition, som grundades 2008.

## Utveckling
Mellan 27 och 30 september 1999, arresterades sju ledare, inklusive vice ordförande Tian Chua, och hindrades från att delta i valet. Dessutom, på grund av en nära allians med islamistiska Parti Islam Se-Malaysia, som avskräckte icke-muslimska väljare, vann partiet i valet 1999 endast fem platser i parlamentet. Den 10 april 2001 greps återigen ledande politiker. I februari 2003 gick partiet samman med ett annat Barisan Alternatif parti Rakyat Malaysia och antog sitt nuvarande namn. I valet 2004 fick partiet 8,9% av rösterna och endast en plats i parlamentet. I valet 2008 blev det relativt framgångsrikt och fick 18,5% av rösterna och totalt 31 av 222 platser i det malaysiska parlamentet.